# El oro blanco Salar de Uyuni
Det Hvide guld er en film instrueret af Nicolas Arroyo, Jacob Rold Christiansen og Rune Toldam.

## Handling
Salar de Uyuni er verdens største saltsø. Det er et unikt område, der med sine golde sletter og enorme vidder henleder tankerne på et nærmest månelignende landskab. I denne del af Bolivia bliver salt betragtet som en kilde til liv, og den ydmyge saltarbejder Santos Colque kalder det for 'Det hvide guld'. For selvom et ton salt kun giver 16 kr., muliggør det hans drøm om at give sine fem børn den uddannelse, han aldrig selv fik. Dette er historien om en ægtemand, en arbejder og en fader, der målrettet forsøger at ændre den skæbne hans børn blev givet ved fødslen.